# غزم (خبر بافت)
غزم (بالفارسية: گزم) هي قرية تقع في إيران في Khabar Rural District. يقدر عدد سكانها بـ 134 نسمة بحسب إحصاء 2016.